# Kafiristan

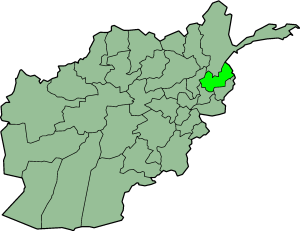
Nuvarande Nurestans läge i Afghanistan.

Kafiristan var det historiska namnet på provinsen Nuristan eller Nurestan i nordöstra Afghanistan. Området kallades Kafiristan eftersom kafir betyder otrogen (här i betydelsen icke-muslim), och -istan är det persiska ordet för land. En annan förklaring är att det kommer från Sanskrit, Kapiś (= Kapish).
Området var helt polyteistiskt fram till slutet av 1800-talet, då det blev muslimskt.  Detta beskrevs 1896 av George Scott Robertson i The Kafirs of the Hindu Kush. Övergången skedde strax efter då Emir Abdur Rahman Khan invaderade området. Han lät döpa om området till Nuristan, som betyder "De upplystas land". Området plundrades och mycket stora delar av dess konstskatter förstördes, även om delar av det togs till Kabul och Paris.  Det som hamnade i Kabul blev senare, även det förstört, men restaureras nu. 
Området finns beskrivet av kinesiska och ryska upptäcktsresande. Det finns även omskrivet i Rudyard Kiplings historia Mannen som ville bli kung - "The Man Who Would Be King" som även filmatiserades 1975. 

## I dag
I dag är Nuristan en av 34 provinser i Afghanistan. Området är fattigt och folk försörjer sig på jordbruk. Det gränsar mot Pakistan. 